# Mussaenda
Mussaenda, tên gọi phổ thông bướm bạc, là một chi thực vật có hoa trong họ Thiến thảo (Rubiaceae).

## Loài
Chi Mussaenda gồm 194 loài
, bao gồm:
- Mussaenda acuminata
- Mussaenda afzelii
- Mussaenda arcuata
- Mussaenda baviensis - bướm bạc Ba Vì
- Mussaenda cambodiana - bướm bạc Campuchia, bươm bướm
- Mussaenda dinhensis - bướm bạc núi Dinh
- Mussaenda divaricata
- Mussaenda dranensis - bướm bạc Đơn Dương
- Mussaenda elegans
- Mussaenda erythrophylla - bướm hồng
- Mussaenda flava
- Mussaenda frondosa - bướm bạc lá
- Mussaenda hoaensis - bướm bạc Biên Hòa
- Mussaenda incana
- Mussaenda isertiana
- Mussaenda landia
- Mussaenda longiflorum
- Mussaenda longipetala - bướm bạc cánh dài
- Mussaenda luteola
- Mussaenda macrophylla
- Mussaenda parviflora
- Mussaenda philippica - bướm bạc Philipin
- Mussaenda pilosissima
- Mussaenda pubescens - bướm bạc lông
- Mussaenda rehderiana - bướm bạc Rehder, tang bứa
- Mussaenda roxburghii
- Mussaenda rufinervia
- Mussaenda saigonensis - bướm bạc Sài Gòn
- Mussaenda samana
- Mussaenda scratchleyi
- Mussaenda treutleri
- Mussaenda tristigmatica
- Mussaenda zollingeriana

## Mô tả
Đây là loại cây gỗ nhỏ có thể cao đến 7 m, dạng bụi, cành nhánh nhiều, cành non có lông. Lá bầu dục thuôn, có khi hình ngọn giáo ngược, nhọn và tròn ở gốc, màu lục sẫm ở trên, màu sáng hơn ở dưới, mỏng, dai. Cụm hoa hình xim gù, mọc ở đầu cành. Hoa màu vàng, có 5 lá đài. Trong số 5 lá đài, có 1 lá phát triển thành bản lớn, màu trắng có cuống dài (một số loài có màu hồng như Mussaenda erythrophylla), nên có người tưởng lầm rằng đó là cánh hoa màu trắng. Giữa những trùm lá trắng đó, có những hoa màu vàng, nhìn từ xa như đàn bướm trắng đang bâu vào chùm hoa, nên mới có tên là "bướm bạc”. Cây có quả mọng màu đen, có gân dọc trên quả, nhẵn, với rất nhiều hạt nhỏ, màu đen, mặt hình mạng, vò ra có chất dính. Ra hoa kết quả vào mùa hè.

## Công dụng
Cây bướm bạc hiện nay được trồng để làm cảnh và làm thuốc chữa bệnh. Cây mọc khỏe lớn nhanh, ưa sáng, chịu được khô và nóng, ít đòi hỏi đất đai. Cây trồng chủ yếu bằng hạt, hay cành ươm dễ dàng. Theo Đông y, bướm bạc có vị hơi ngọt, tính mát, có tác dụng thanh nhiệt, giải biểu, khai uất, hoà lý, lương huyết, tiêu viêm...

## Hình ảnh

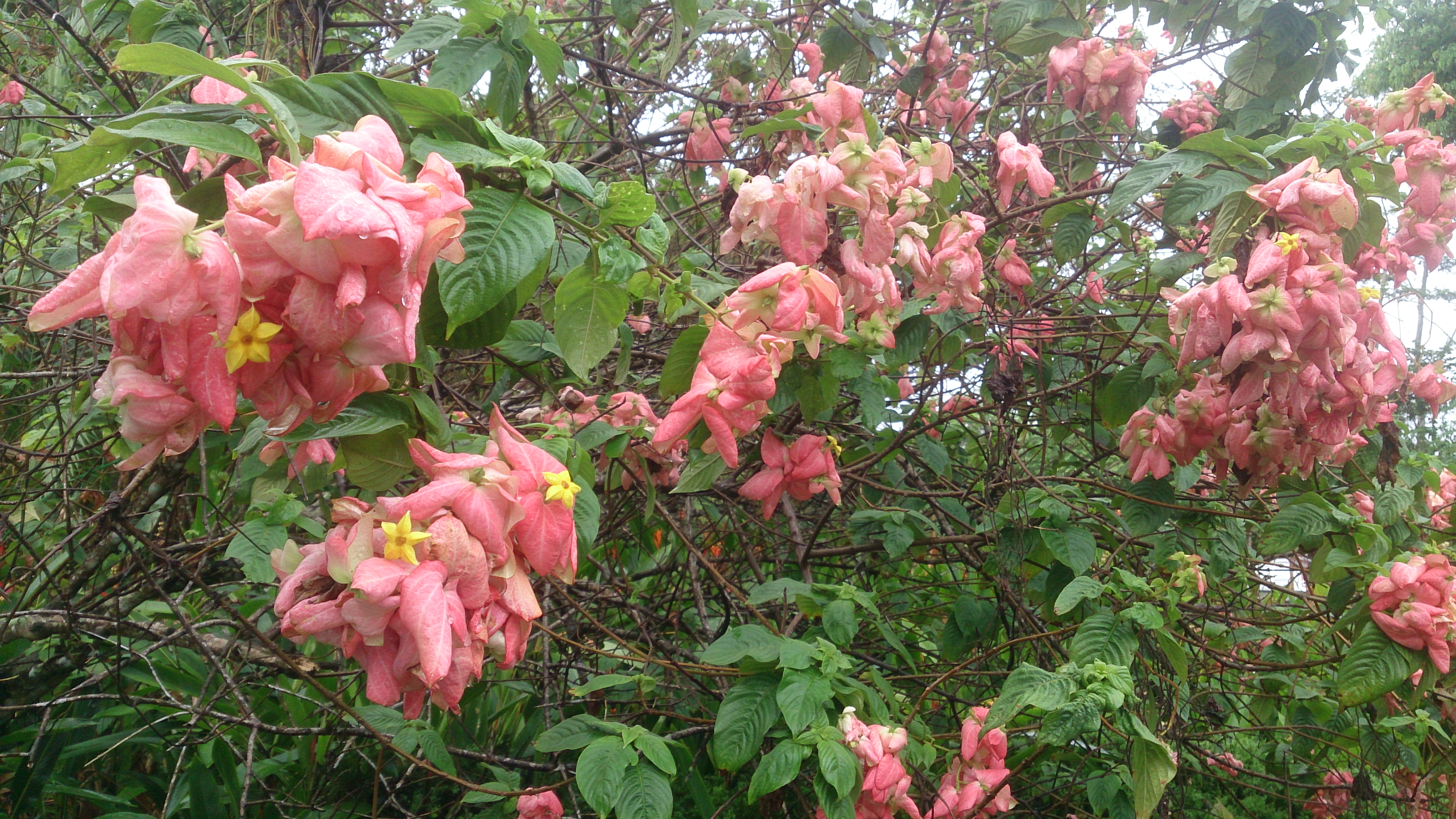
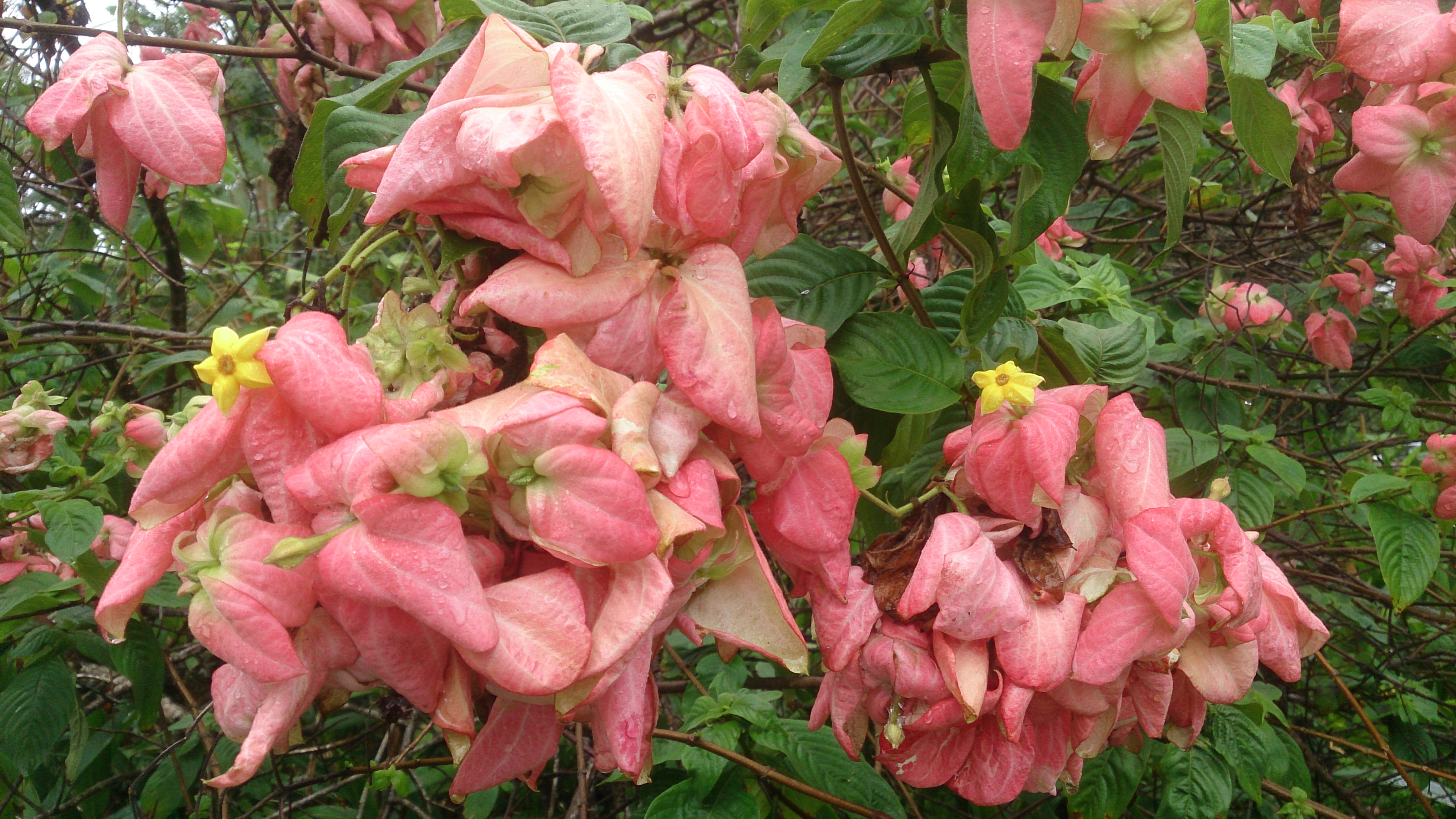
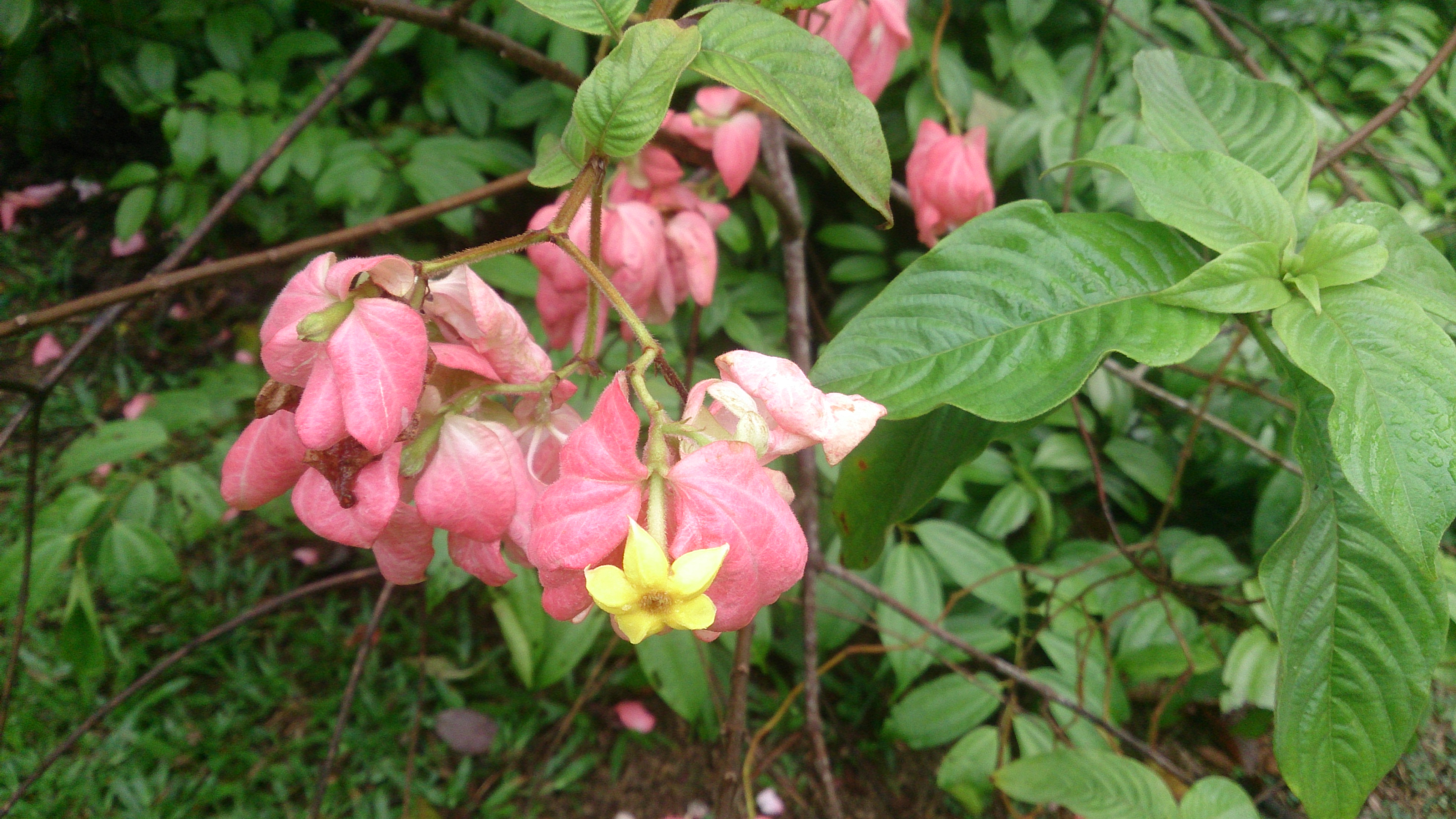
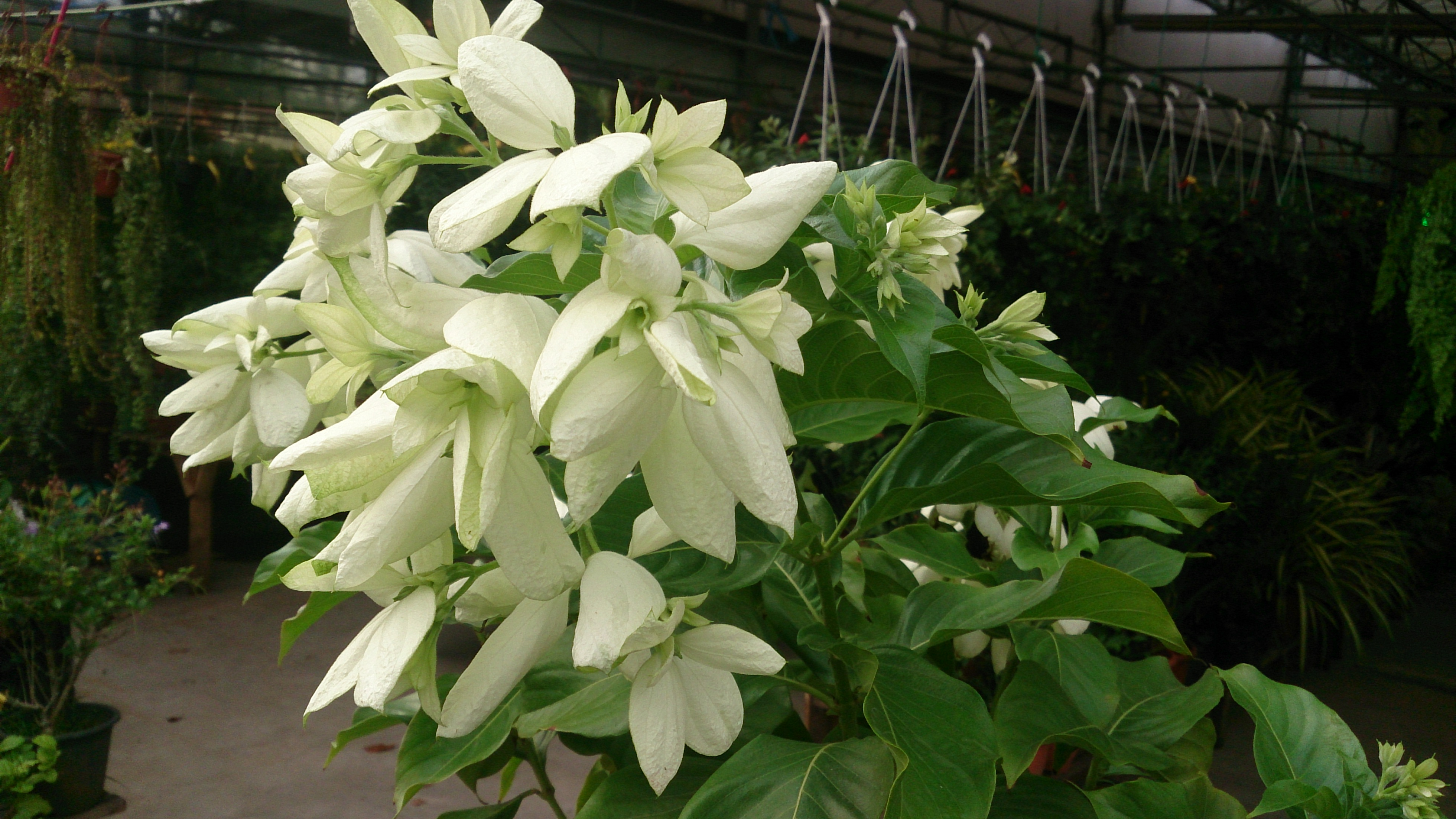